# ديفيد الكسندر نان
ديفيد الكسندر نان هو دبلوماسي ومحامي وسياسي أمريكي، ولد في 26 يوليو 1833 في براونزفيل في الولايات المتحدة، وتوفي بنفس المكان في 11 سبتمبر 1918. نشط حزبياً في الحزب الجمهوري. وقد انتخب سفير وانتخب عضو مجلس نواب تينيسي ‏ وانتخب عضو مجلس النواب الأمريكي ‏.